# Берек (Градишка)
Берек је насељено мјесто на подручју града Градишка, Република Српска, БиХ. Према попису становништва из 2013. у насељу је живјело 413 становника.

## Становништво
Према попису становништва из 1991. године, мјесто је имало 482 становника.
| Демографија | Демографија | Демографија |
| Година      | Становника  | Становника  |
| ----------- | ----------- | ----------- |
| 1961.       | 609         |             |
| 1971.       | 524         |             |
| 1981.       | 526         |             |
| 1991.       | 480         |             |
| 2013.       | 413         |             |